# Szołtysek
Szołtysek (liczba mnoga: Szołtyskowie) – polskie nazwisko, mające korzenie śląskie. Nosi je 1 981 osób (stan na styczeń 2009 rok).
Nazwisko pochodzi od słowa Sołtys, czyli urzędnik wiejski.

## Nazwisko Szołtysek w województwach
- województwo śląskie - 1349
- województwo opolskie - 85
- województwo dolnośląskie - 46
- województwo małopolskie - 15
- województwo pomorskie - 13
- województwo zachodniopomorskie - 4
- województwo kujawsko-pomorskie - 3
- województwo wielkopolskie - 3
- województwo mazowieckie - 1
- województwo lubuskie - 1
- województwo świętokrzyskie - 1
- województwo podkarpackie - 1

## Znani Szołtyskowie
- Marek Szołtysek – pisarz i publicysta
- Walter Szołtysek – sztangista
- Jacek Szołtysek – profesor nauk ekonomicznych
- Mikołaj Szołtysek – polski historyk i demograf